# Ела Шарп
Ела Фрийман Шарп (на английски: Ella Freeman Sharpe) е английски учител и психоаналитик.

## Биография
Родена е през 1875 година в Хавърхил, Англия. Първоначално учи английски език в Нотингамския университет, но след това се насочва към учителската професия, за да може да издържа семейството си. Смъртта на много нейни приятели през Първата световна война я води до депресия и тя отива да се подложи на психоанализа при Джеси Мъри и Джеймс Глоувър. Успешността на лечението я кара да се заинтересува от психоанализата и тя се отказва от учителстването през 1917 г. Три години по-късно отива в Берлин, за да бъде анализирана от Ханс Закс. През 1921 става асоцииран член на Британското психоаналитично общество, а през 1923 г. и редовен член.
Умира през 1947 година в Лондон на 72-годишна възраст.